# NGC 3028
NGC 3028 is een spiraalvormig sterrenstelsel in het sterrenbeeld Waterslang. Het hemelobject werd op 23 maart 1835 ontdekt door de Britse astronoom John Herschel.

## Synoniemen
- ESO 566-16
- IRAS 09475-1856
- PGC 28276